# Morgongåva
Morgongåva is een plaats in de gemeente Heby in het landschap Uppland en de provincie Uppsala län in Zweden. De plaats heeft 1351 inwoners (2005) en een oppervlakte van 160 hectare.

## Verkeer en vervoer
Bij de plaats loopt de Riksväg 72.
De plaats heeft een station aan de spoorlijn Uppsala - Morastrand.